# 第一次西西里奴隶起义
第一次西西里奴隶起义是一场爆发在前135–132年的反抗罗马共和国的奴隶起义，但最终失败。起义西西里的恩纳城的奴隶首先发难，自称是先知的叙利亚籍奴隶攸努斯成为起义领导者，被推举为王。西里西亚人克里昂成为其军事指挥官。不久，与克里昂领导的阿格里琴托的奴隶起义队伍联合起来捣毁庄园，但不侵犯农民，得到贫苦农民的支持。据罗马历史学家狄奥多罗斯记叙，起义军曾达20万人。起义军屡次擊败罗马军队，占领了西西里东部和中部许多城市，建立新叙利亚王国，设立民众会和议事会。到了公元前132年，起义被罗马执政官鲁皮留镇压。

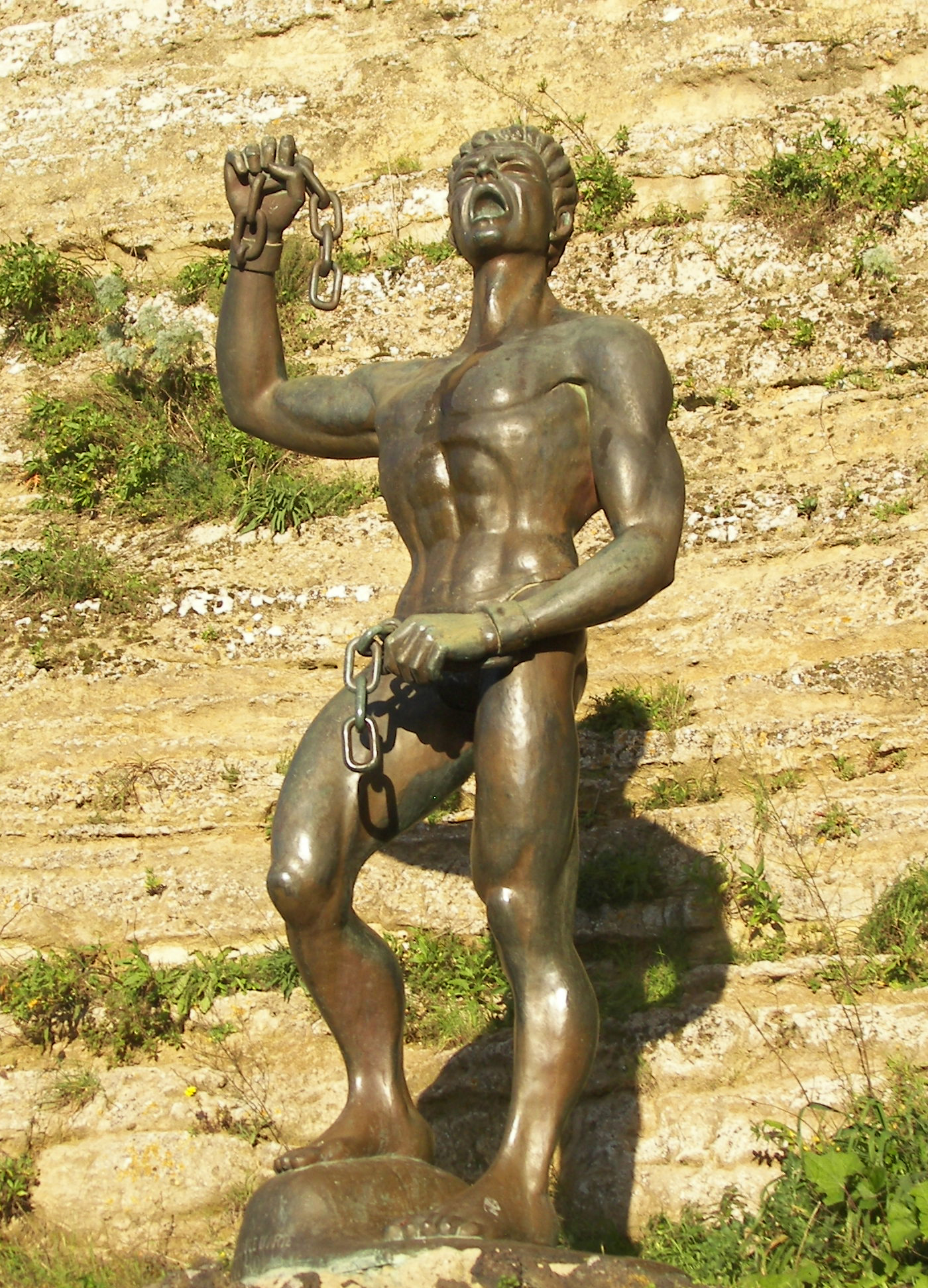
起義領導者:攸努斯